# ゲオルク・ヴィルヘルム (シャウムブルク＝リッペ侯)
ゲオルク・ヴィルヘルム（Georg Wilhelm zu Schaumburg-Lippe, 1784年12月20日 - 1860年11月21日）は、ドイツのシャウムブルク＝リッペ伯（在位：1787年 - 1807年）、のちシャウムブルク＝リッペ侯（在位：1807年 - 1860年）。

## 生涯
シャウムブルク＝リッペ伯フィリップ2世とその妻でヘッセン＝フィリップスタール方伯ヴィルヘルムの娘であるユリアーネの間の第3子、長男として生まれた。幼くして伯爵領を継ぎ、しばらくは母親が摂政を務めた。1816年に侯国憲法を公布、また1854年にはプロイセンの主導するドイツ関税同盟に加盟した。1848年にはヴェルピングハウゼンにヴィルヘルム塔（Wilhelmsturm）を建設している。

## 子女
1816年6月23日にバート・アロルゼンにおいて、ヴァルデック＝ピルモント侯ゲオルク1世の娘イーダ（1796年 - 1869年）と結婚し、あいだに9人の子女をもうけた。
- アドルフ・ゲオルク（1817年 - 1893年） - シャウムブルク＝リッペ侯
- マティルデ・アウグステ・ヴィルヘルミーネ・カロリーネ（1818年 - 1891年） - 1843年、ヴュルテンベルク公オイゲンと結婚
- アーデルハイト・クリスティーネ・ユリアーネ・シャルロッテ（1821年 - 1899年） - 1841年、シュレースヴィヒ＝ホルシュタイン＝ゾンダーブルク＝グリュックスブルク公フリードリヒと結婚
- エルンスト・アウグスト（1822年 - 1831年）
- イーダ・マリー・アウグステ・フリーデリケ（1824年 - 1894年）
- エンマ・アウグステ（1827年 - 1828年）
- ヴィルヘルム・カール・アウグスト（1834年 - 1906年）
- ヘルマン・オットー（1839年）
- エリーザベト・ヴィルヘルミーネ・アウグステ・マリー（1841年 - 1926年） - 1866年、ハーナウ侯ヴィルヘルムと結婚（1868年離婚）